# Rafael Degollada i Guitart
Rafael Degollada i Guitart (Puigcerdà, 1799 - id, 13 d'agost de 1880) fou un advocat i polític liberal català del segle xix, actiu en diverses revoltes a Barcelona en el segle xix.

## Biografia
Era fill de Josep Degollada i Francesca Guitart, naturals de Puigcerdà. Polític progressista i militant liberal, ja fou membre de la Junta Auxiliar Consultiva de Barcelona del 1835. Després del contracop de Francisco Espoz e Ilundain que deposà els liberals en 1836 fou bandejat a les illes Canàries. Tornà a participar novament en les bullangues en 1837 i fou bandejat novament a Cuba.
Quan retornà a Barcelona fou elegit diputat a les Corts Espanyoles en 1840 i 1841, i regidor de l'ajuntament de Barcelona. Durant la revolta de 1843 coneguda com la Camància fou elegit president de la Junta Suprema de Govern de la província de Barcelona contrària a Baldomero Espartero, però després de la derrota dels rebels el novembre de 1843 s'exilià a França.
Uns anys després tornà a Barcelona i fou elegit diputat a les Corts Constituents de 1854, ocupant l'escó fins a 1856. Va participar en la revolució de 1868, i va defensar la candidatura del general Baldomero Espartero com a nou rei d'Espanya.
Casat amb Josefa Pouplana i Gorgoll (+1891) varen ser pares de Manuel Degollada i Pouplana, farmacèutic (1852-1927) i Eduard Degollada i Pouplana, metge (1854-1930). Avi de Rafael Degollada i Castanys (1881-1938). El seu domicili familiar era al carrer del Carme núm. 21-primer de Barcelona.

## Obres
- Memoria en defensa de su honor ultrajado (Marsella, 1839)
- Solución única de todos los problemas políticos, filosóficos y religiosos (1869)